# Mieczysław Gil

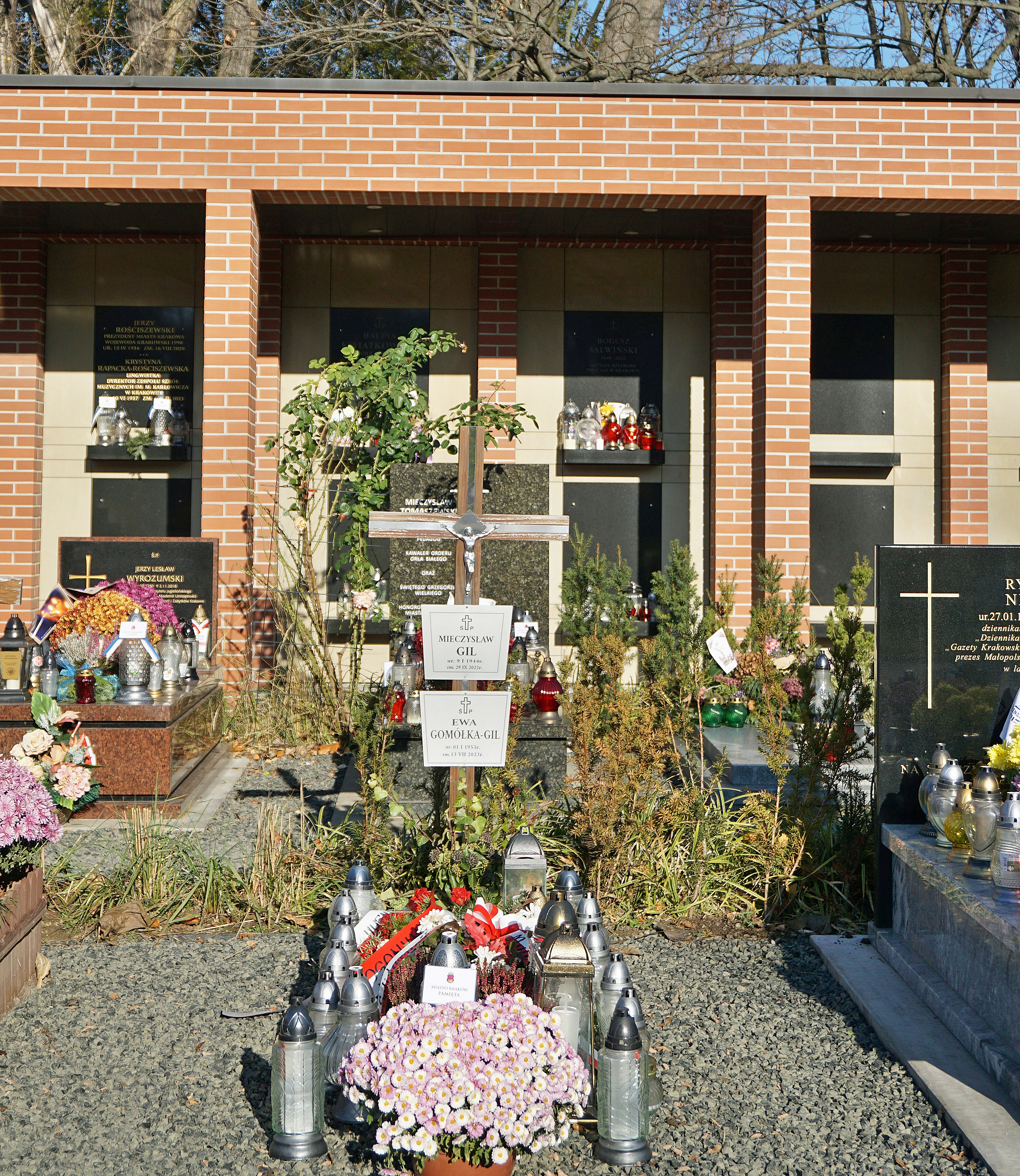
Grób Mieczysława Gila na cmentarzu Rakowickim w Krakowie

Mieczysław Władysław Gil (ur. 9 stycznia 1944 w Gacach Słupieckich, zm. 29 września 2022 w Krakowie) – polski działacz związkowy, opozycjonista w okresie PRL, poseł na Sejm X i I kadencji (1989–1993), senator VIII kadencji (2011–2015), przewodniczący Obywatelskiego Klubu Parlamentarnego.

## Życiorys
Ukończył w 1963 Technikum Hutniczo-Mechaniczne w Nowej Hucie, w tym samym roku podjął pracę w stalowni Huty im. Lenina. W latach 1968–1982 był członkiem Polskiej Zjednoczonej Partii Robotniczej. Od 1977 redagował gazetę zakładową „Głos Nowej Huty”, zaangażował się w działalność związkową. W Sierpniu 1980 został rzecznikiem strajku hutników, następnie przewodniczył Komisji Robotniczej Hutników Niezależnego Samorządnego Związku Zawodowego „Solidarność” w Hucie im. Lenina. Pełnił również funkcję wiceprzewodniczącego i przewodniczącego zarządu Regionu Małopolska związku. Brał udział w negocjacjach związku z rządem na temat ustawy o samorządzie i przedsiębiorstwie państwowym, był delegatem na I Krajowy Zjazd Delegatów NSZZ „S” w Gdańsku.
Po wprowadzeniu stanu wojennego organizował strajki w Hucie im. Lenina i w regionie. W styczniu 1982 został aresztowany, a następnie skazany na 4 lata pozbawienia wolności. Zwolniono go w listopadzie 1983, stracił zatrudnienie w hucie, pracował następnie w rolnictwie, prowadząc jednocześnie działalność w podziemiu. Od 26 kwietnia 1988 uczestniczył w strajku w hucie, wraz z Janem Ciesielskim i Stanisławem Handzlikiem przejął kierowanie tym protestem. Po jego pacyfikacji pobity, 5 maja aresztowany, po kilkunastu dniach zwolniony na skutek interwencji przedstawicieli kurii biskupiej.
W 1989 brał udział w obradach Okrągłego Stołu w zespole ds. gospodarki i polityki społecznej oraz podzespole ds. polityki mieszkaniowej i ponownie został szefem zakładowej „Solidarności” w Nowej Hucie. W czerwcu 1989 został wybrany do Sejmu kontraktowego z ramienia Komitetu Obywatelskiego w okręgu nowohuckim, uzyskał najlepszy indywidualny wynik w tych wyborach (89,3%). Był członkiem Obywatelskiego Klubu Parlamentarnego, a po wyborach prezydenckich w 1990, kiedy klub opuściła część działaczy związana z Tadeuszem Mazowieckim, objął stanowisko przewodniczącego OKP. W tym samym roku zakładał krakowski dziennik „Czas”, w 1993 był redaktorem naczelnym „Nowej Gazety”.
W 1991 po raz drugi uzyskał mandat poselski z wspierającej Lecha Wałęsę listy Krakowskiej Koalicji Solidarni z Prezydentem w okręgu krakowskim. Od 1996 działał w Partii Chrześcijańskich Demokratów, następnie od 1999 w Porozumieniu Polskich Chrześcijańskich Demokratów, w tym jako przewodniczący struktur małopolskich. W latach 1998–2002 był radnym sejmiku małopolskiego I kadencji z ramienia Akcji Wyborczej Solidarność. W 2001 bezskutecznie kandydował do Sejmu z listy Akcji Wyborczej Solidarność Prawicy. Od 2005 był przewodniczącym Stowarzyszenia Polskich Chrześcijańskich Demokratów, w tym samym roku bez powodzenia kandydował do Senatu z ramienia Partii Centrum. W wyborach parlamentarnych w 2011 był kandydatem Prawa i Sprawiedliwości do Senatu, został wybrany na VIII kadencję tej izby liczbą 45 526 głosów. W 2015 nie uzyskał senackiej reelekcji.
Był członkiem kapituły Medalu „Niezłomnym w słowie”. Wraz z Markiem Garzteckim, Mirosławem Chojeckim, Arturem Świergielem, Janem Rulewskim i innymi działaczami opozycji demokratycznej był współzałożycielem Fundacji Dobrego Państwa.
Został pochowany w alei zasłużonych krakowskiego cmentarza Rakowickiego.

## Życie prywatne
Był żonaty, miał dwoje dzieci.

## Odznaczenia
W 1980 otrzymał Srebrny Krzyż Zasługi. W 1990 zarządzeniem prezydenta RP na uchodźstwie Ryszarda Kaczorowskiego został odznaczony Krzyżem Kawalerskim Orderu Odrodzenia Polski. W 2006 został odznaczony przez prezydenta Lecha Kaczyńskiego Krzyżem Komandorskim Orderu Odrodzenia Polski. Prezydent RP Andrzej Duda wyróżnił go w 2017 Krzyżem Wolności i Solidarności, a w 2022 nadał mu pośmiertnie Krzyż Wielki Orderu Odrodzenia Polski.